# Anna Ignatowicz-Glińska
Anna Ignatowicz-Glińska (ur. 26 maja 1968 w Warszawie) – polska kompozytorka.
Improwizacji fortepianowej uczyła się w szkole średniej pod kierunkiem Szabolcsa Esztényiego. Studiowała kompozycję u Włodzimierza Kotońskiego (dyplom w 1996) oraz improwizację fortepianową pod kierunkiem Szabolcsa Esztényiego w Akademii Muzycznej w Warszawie.
Jej utwory wykonywane były na festiwalach Warszawska Jesień w Warszawie, Musica Polonica Nova we Wrocławiu, Poznańskiej Wiośnie Muzycznej, Jeunesses Musicales w Polsce w Kielcach, Festiwalu Muzyki Organowej "Conversatorium" w Legnicy, "Laboratorium Muzyki Współczesnej" w Białymstoku, Forum Młodych Kompozytorów w Krakowie, Forum im. Witolda Lutosławskiego w Warszawie, Międzynarodowych Warsztatach Perkusyjnych w Bydgoszczy, Międzynarodowym Forum Perkusji w Żaganiu, na Warszawskich Spotkaniach Muzycznych.
Za granicą kompozycje prezentowane były we Francji, w Czechach, Austrii, Niemczech, Stanach Zjednoczonych i Chinach.
Anna Ignatowicz-Glińska jest członkiem Związku Kompozytorów Polskich, ZAIKS, Polskiego Stowarzyszenia Muzyki Elektroakustycznej oraz Stowarzyszenia Pedagogów i Miłośników Rytmiki.
Wykłada instrumentację, propedeutykę kompozycji i czytanie partytur w Akademii Muzycznej w Warszawie oraz improwizację i propedeutykę kompozycji w Zespole Szkół Muzycznych nr 4 im. Karola Szymanowskiego w Warszawie. Publikuje w Zeszytach Naukowych Akademii Muzycznej "Ruchu Muzycznym" i "Życiu Muzycznym".

## Nagrody
- 1994 – I nagroda Kapituły Krytyków na Forum Młodych Kompozytorów w Krakowie za 'Więc... Zaniki Pamięci' na perkusję solo i taśmę (1994)
- 1996 – 'To tylko czas...' na trąbkę, perkusję i taśmę na Międzynarodowej Trybunie Kompozytorów UNESCO w Amsterdamie
- 1999, 2001 – Stypendystka Stowarzyszenia ZAiKS
- 2008 – Stypendium z Funduszu Promocji Twórczości Ministerstwa Kultury i Dziedzictwa Narodowego

## Dyskografia
- XXth Century Polish Choral Music (Anna Ignatowicz: "Stabat Mater") – Polski Chór Kameralny "Schola Cantorum Gedanensis", dyr. Jan Łukaszewski- wyd. Acte Préalable 2001 – nominacja do Fryderyków 2001
- Musica Polonica Nova 1-3 (seria), Warsaw Composers (3 CD) – wyd. Acte Préalable – 2 nominacje do Fryderyków 2004, Album Roku Muzyka Współczesna
- Kolędy Polskie, Chór Uniwersytetu Kardynała Stefana Wyszyńskiego, dyr. -ks. Kazimierz Szymonik (Anna Ignatowicz – Popatrz, jaki świat biały), wyd. DUX
- Małgorzata Zalewska – Harp solo (Anna Ignatowicz – Passacaglia), wyd. DUX
- Panorama Nowej Muzyki Polskiej. Muzyka Elektroakustyczna (Anna Ignatowicz, "Zaniki pamięci" na perkusję i taśmę – wyk. Ryszard Bazarnik perkusja) wyd. Acte Préalable 1999
- Marimba Sculpture – wyk. Katarzyna Myćka (Anna Ignatowicz- Toccata) – wyd. Audite

## Ważniejsze kompozycje
- Spod, sponad, spomiędzy... na dwa fortepiany (1990)
- Pętla na klarnet, wiolonczelę i fortepian (1991-93)
- Zapis nieważnych zdarzeń na saksofon sopranowy i klawesyn (1992)
- Anaria na taśmę (1992)
- Nicowanie zamkniętych przestrzeni na orkiestrę symfoniczną (1993)
- Cisza podziurawiona roztargnieniem na dwie marimby (1993)
- Bagba [wersja I] na trio perkusyjne (1993)
- Rondo na taśmę (1993)
- więc... Zaniki Pamięci na perkusję solo i taśmę (1994)
- Hałas czasu i wnętrze ciszy na kwartet smyczkowy (1994)
- Oddzielne lądy na saksofon altowy, skrzypce i gitarę (1994)
- Stabat Mater na chór mieszany a cappella (1995)
- Naśladowanie ciepła na klawesyn (1995)
- Ślady niepewności na klawesyn i organy (1995)
- i... jak szkło na trąbkę i marimbę (1995)
- Czy to tak? na baryton i dwie perkusje (1996)
- Nic nie ubyło niczego na organy (1996)
- To tylko czas... na trąbkę, perkusję i taśmę (1996)
- Concerto breve na perkusję i orkiestrę symfoniczną (1996)
- Kto tam puka, czego chce? na dwie perkusje, dwie grupy dzieci, publiczność i światła (1998)
- Z kawałków pierwszej odzieży na orkiestrę kameralną (1998)
- Partita na skrzypce i smyczki (1999)
- Partita nr 2 na skrzypce solo (2000)
- Toccata na marimbę (2001)
- Kołysanka dla A. na fortepian solo (2003)
- 'Passacaglia' na marimbę i wibrafon (2003)
- Bagba [wersja II] na trio perkusyjne (2003)
- Znak moich czasów na chór mieszany (2003)
- Kwartet smyczkowy „Mgnienia” (nowa wersja) (2003-2008)
- Sinfonia na trąbkę i organy (2004)
- Aria da Capo na klarnet, wiolonczelę i fortepian (2006)
- Koncert podwójny na dwie perkusje i orkiestrę symfoniczną (2006–2008)
- Nasłuchiwanie na flet i fortepian, dla młodego flecisty (2007)
- Koncert na marimbę, trąbkę i smyczki, cz.I – "Andantino sostenuto" (2007)
- nAdAl na fortepian (2007)
- FORT U na zestaw perkusyjny i fortepian totalny, dla duetu młodych wykonawców (2008)